# Rue Cépré
La rue Cépré est une voie du 15e arrondissement de Paris, en France.

## Situation et accès
La rue Cépré est une voie publique située dans le 15e arrondissement de Paris. Elle débute au 24, rue Miollis et se termine au 16, boulevard Garibaldi.

## Origine du nom
Cette voie est nommée d'après  monsieur Cépré, le propriétaire des terrains sur lesquels la voie a été ouverte.

## Historique
La rue est créée sous le nom de « passage Cépré » et prend sa dénomination actuelle le 10 janvier 1935. 

## Bâtiments remarquables et lieux de mémoire
* Le no 12 de la rue a été occupé depuis les années 1915 par la société Miollis, spécialisée dans la réparation de machines à écrire. Cette société était une filiale de la compagnie Réal dont le siège était rue de Richelieu à Paris. Le bâtiment d'un seul étage formait un U avec au milieu une cour pavée ouvrant sur la rue Cépré. Il a été retrouvé en 1973 dans le garage situé à droite du bâtiment une Mercedes de très grand luxe datant des années 1940. Cette voiture était la propriété de M. Mamet, propriétaire de la compagnie Réal. Elle avait été abandonnée dans ce garage après la mort de M. Mamet.[réf. nécessaire]